# Greccio
Greccio è un comune italiano di 1 466 abitanti della provincia di Rieti nel Lazio in Italia.
È noto soprattutto per ospitare un santuario fondato da san Francesco e per essere il luogo dove quest'ultimo inventò il presepe. Fa parte del Cammino di Francesco e, dal 2016, è parte del club dei borghi più belli d'Italia.

## Geografia fisica

### Territorio
Il comune di Greccio si trova in Sabina, nell'Alto Lazio, ai confini con l'Umbria. Il borgo medievale di Greccio sorge su un costone dei Monti Sabini, sul bordo occidentale della Piana di Rieti, a 705 metri di altitudine sul livello del mare (circa 300 metri più in alto rispetto al fondovalle).
La parte pianeggiante del territorio comunale si estende nella sottostante Piana Reatina e comprende le frazioni di Spinacceto, Limiti di Greccio (dove si trova il municipio) e Sellecchia.
Le distanze:
- Da Contigliano: 8,1 km
  - Rieti: 15,5 Km
  - Terni: 27 Km
  - L'Aquila: 77 km
  - Roma: 96 km

### Clima
Classificazione climatica: zona E, 2508 GR/G

## Storia
Greccio fu fondato, secondo la tradizione, da una colonia o famiglia greca, fuggita o esiliata dalla patria in seguito a guerre e distruzioni e che, innamoratasi della amenità del luogo e della comodità di difesa naturale che offriva, ci si stabilì. Da qui il nome Grecia, Grece, Grecce ed infine Greccio.
Secondo alcuni studiosi "Curtis de greze", nominata nel Regesto Farfense, era una "Curtis" cioè un'organizzazione economica medioevale autosufficiente gestita da un signore, costituita da spianata (l'attuale piazza) tra due emergenze calcaree al di sotto delle quali veniva cavato il pietrisco necessario per realizzare strade nella piana reatina, impaludata dopo la bonifica iniziata di Curio Dentato. Tra il monte Peschio, sovrastante l'attuale comune di Greccio e le rocce dove attualmente si trova la Collegiata di San Michele, veniva estratto il pietrisco risultante dai due conoidi di deiezione delle rocce calcaree sovrastanti ed accumulato nella spianata stessa per poi essere trasportato nella piana dai carretti. Il nome Greccio quindi deriverebbe non da coloni greci, ma da "Curtis", come sopra descritta, "de" preposizione ablativa (riguardante l'argomento ...) e "greze" o "grezze" cioè pietrisco da cava. 
Le prime notizie certe risalgono al X- XI secolo, quando i frammentari possedimenti dell'Abbazia di Farfa vennero riuniti e si procedette all'incastellamento delle curtis. Il monaco benedettino Gregorio da Catino (1062-1133) fa riferimento alla località di Greccio (curte de Greccia) nella sua opera "Regesto Farfense". Dai resti degli antichi fabbricati si rileva che Greccio divenne un castello medievale fortificato circondato da muraglie e protetto da sei torri fortilizie. Ebbe a sostenere fiere lotte coi paesi confinanti e subì la distruzione ad opera delle soldatesche di Federico II nel 1242.
Tra il 1223 e il 1226, Greccio ospitò più volte Francesco d'Assisi, che qui rievocò per la prima volta la rappresentazione del Presepio. Il santo amava visitare questi luoghi per la bellezza del paesaggio, che gli ricordava tanto quello della Palestina dove si era recato in visita, e per la semplicità degli abitanti del paese. La rappresentazione del presepe fu il pretesto per lanciare un messaggio "politico" a Papa Onorio III, che in quel periodo risiedeva nella vicina Rieti: non è necessario riconquistare il Santo Sepolcro di Gerusalemme per mezzo delle crociate, perché la nascita di Gesù può essere commemorata dovunque.
Nel XIV secolo il paese è più volte ricordato nello statuto municipale di Rieti e nelle carte dell'archivio della cattedrale, come sede di podestà. Subì alterne vicende fino al 1799 quando fu di nuovo distrutto e saccheggiato ad opera dell'esercito napoleonico.

## Monumenti e luoghi d'interesse

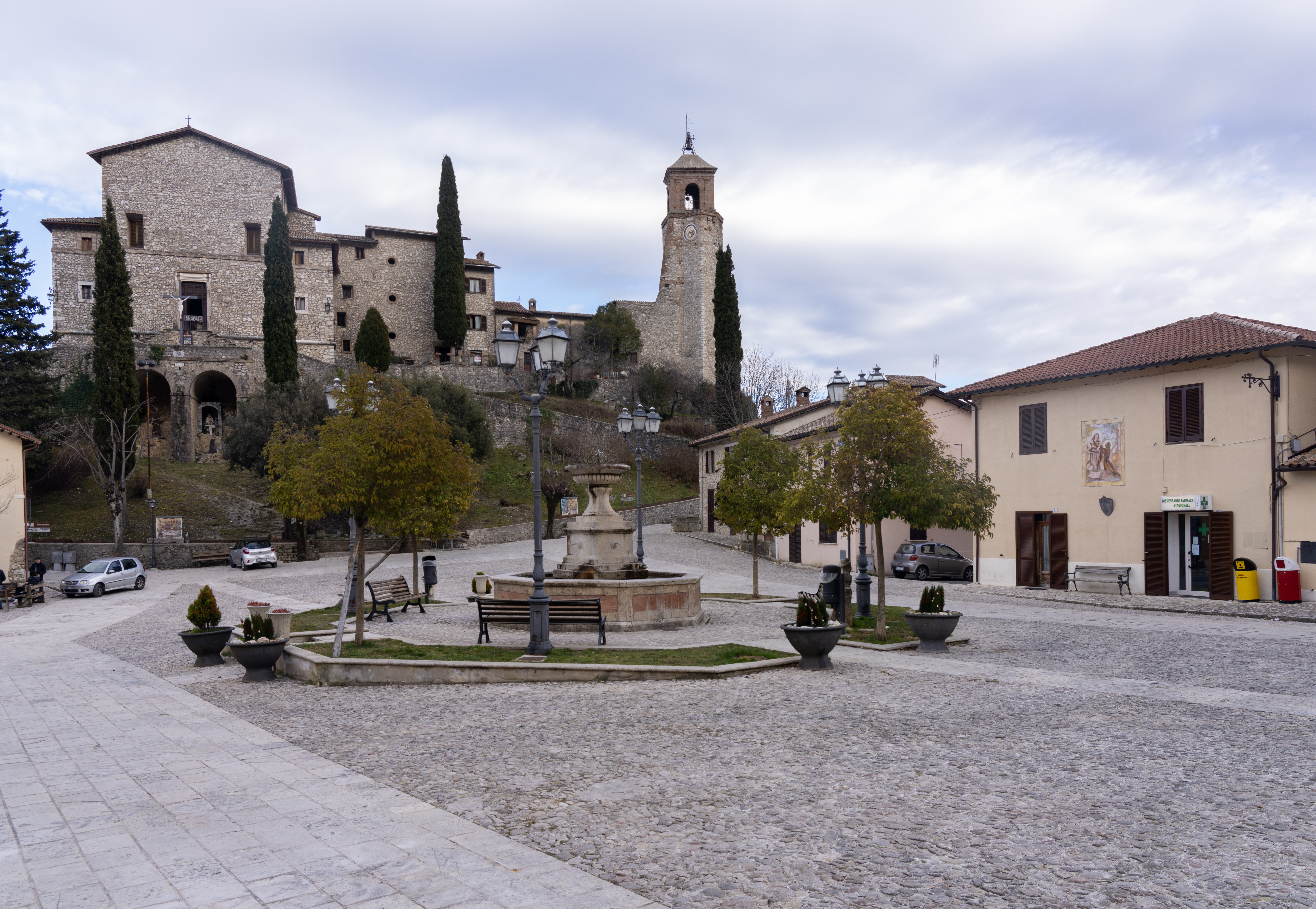
La piazza principale di Greccio

### Architetture civili
L'antico Borgo Medievale, che gode di un ottimo panorama sulla Piana di Rieti, conserva parte della pavimentazione del vecchio castello (XI secolo circa), una delle porte d'ingresso e tre delle sei torri, di cui la maggiore trasformata nel XVII secolo in torre campanaria della Collegiata.
Il Sentiero degli Artisti

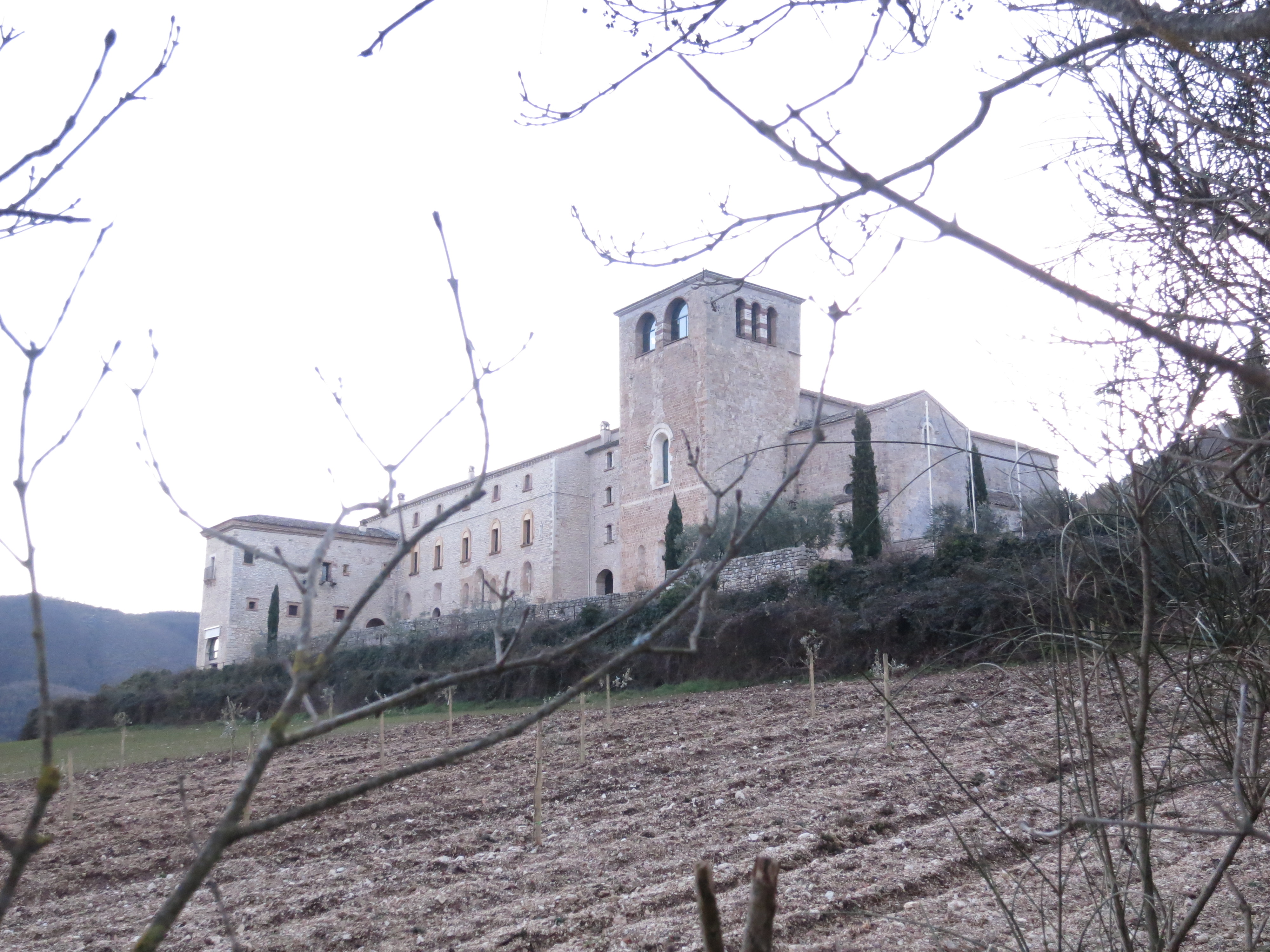
L'Abbazia di San Pastore

Un percorso che dal Museo dei Presepi si dipana attraverso le strade, le piazze e i vicoli del centro storico, offrendo ai visitatori l'opportunità di confrontarsi con le 26 opere, realizzate da artisti internazionali sui muri delle vecchie case, che esprimono lo spirito del francescanesimo nel mondo. Un museo d'arte contemporaneo all'aperto in cui la Natura, l’Arte e il Presepe sono gli elementi principali del suo excursus iconografico pittorico.

### Architetture religiose
Santuario Francescano del Presepe di Greccio
La storia vuole che Francesco d’Assisi, che dimorava sul Monte Lacerone dal 1209, sceso a predicare agli abitanti di Greccio, affidasse ad un bimbo un tizzone ardente perché lo lanciasse nel luogo dove avrebbe edificato la sua dimora. E il tizzone raggiunse la parete rocciosa dove oggi sorge il Santuario Francescano circondato da un bosco di lecci.
Conosciuto in tutto il mondo come la Betlemme Francescana, culla del Presepio, in virtù della scelta di San Francesco d’Assisi di far rivivere qui, nel Natale del 1223, la scena della Natività del Signore, il Santuario, che si trova a 635 metri di altitudine, su un versante ripido dei monti che orlano a Nord Ovest la Conca Reatina, è un poderoso complesso architettonico che sembra sorgere dalla nuda roccia e numerosi sono i tesori artistici custoditi fra le sue antiche mura. Nucleo originario del Santuario è la piccola Cappella del Presepio, edificata nel 1228, anno della canonizzazione del Santo e ricavata nella grotta in cui, la notte di Natale del 1223, San Francesco d'Assisi rappresentò per la prima volta al mondo la Natività di Gesù.
La Cappelletta
Chiesa eremitica di San Francesco, situata sulla vetta del Monte Lacerone a 1205 metri s.l.m. Fu costruita nel 1792 per volontà popolare. Sorge in corrispondenza del luogo dove San Francesco d'Assisi era solito ritirarsi in preghiera e meditazione, in una capanna protetta da due piante di carpino. Nei pressi della cappella si trova il sasso sul quale era solito salire per predicare e il luogo da cui, secondo la tradizione, fu lanciato il tizzone ardente che rese pubblico il luogo designato per la costruzione dell'attuale Santuario.

Collegiata di San Michele Arcangelo
La chiesa parrocchiale dedicata a San Michele Arcangelo risale al XIV secolo e sorge sulla sommità di una scenografica scalinata, a fianco della torre principale del castello che costituisce il suo campanile. La chiesa, a una navata, venne ricavata da una parte del castello e, anche se distrutta e ricostruita più volte, conserva all'interno pregevoli opere del XV-XVI secolo. Interessanti le due cappelle laterali, dedicate a Sant'Antonio di Padova e alla Madonna Immacolata con tele e affreschi del XV-XVI secolo

Chiesa di Santa Maria del Giglio
Nella piazza principale del paese si trova la Chiesa di Santa Maria del Giglio, risalente al 1400. Ad unica navata, ha un altare centrale e due altari laterali, con stucchi di scuola romana con influssi di Carlo Fontana. L'altare maggiore conserva all'interno di uno stucco, un affresco del primo quattrocento, che rappresenta la Vergine col Bambino e Angeli.
Abbazia cistercense di San Pastore
Nei pressi della frazione Spinacceto, al confine con il territorio comunale di Contigliano, erano situati i resti dell'abbazia di San Pastore, fondata nel 1255 e abbandonata nell'Ottocento. L'abbazia è stata restaurata dopo un lungo periodo di degrado, e oggi ospita conferenze e matrimoni.

### Aree naturali
Il borgo è circondato da stupendi boschi di querce ed elci che offrono al visitatore l'opportunità di lunghe passeggiate su sentieri sicuri e suggestivi, fino alla cima del Monte Lacerone (1.204 m s.l.m.), uno dei luoghi più suggestivi del territorio comunale, che permette di avere una veduta a grandangolo dell'intera Valle Santa Reatina. Qui San Francesco d'Assisi era solito ritirarsi in preghiera e meditazione, in una capanna protetta da due piante di carpino. Sulla cima sorge "la Cappelletta", una piccola cappella costruita nel 1792 in sua memoria.

### Musei
Museo Internazionale del Presepe
Il Museo Internazionale del Presepio ha sede presso la diruta chiesa di Santa Maria (XIII secolo), restaurata e adattata allo scopo. Al suo interno sono esposti presepi di tutte le culture del mondo; al suo esterno è collocata una statua di San Francesco alta ben cinque metri.

Monumento ai caduti della Grande Guerra

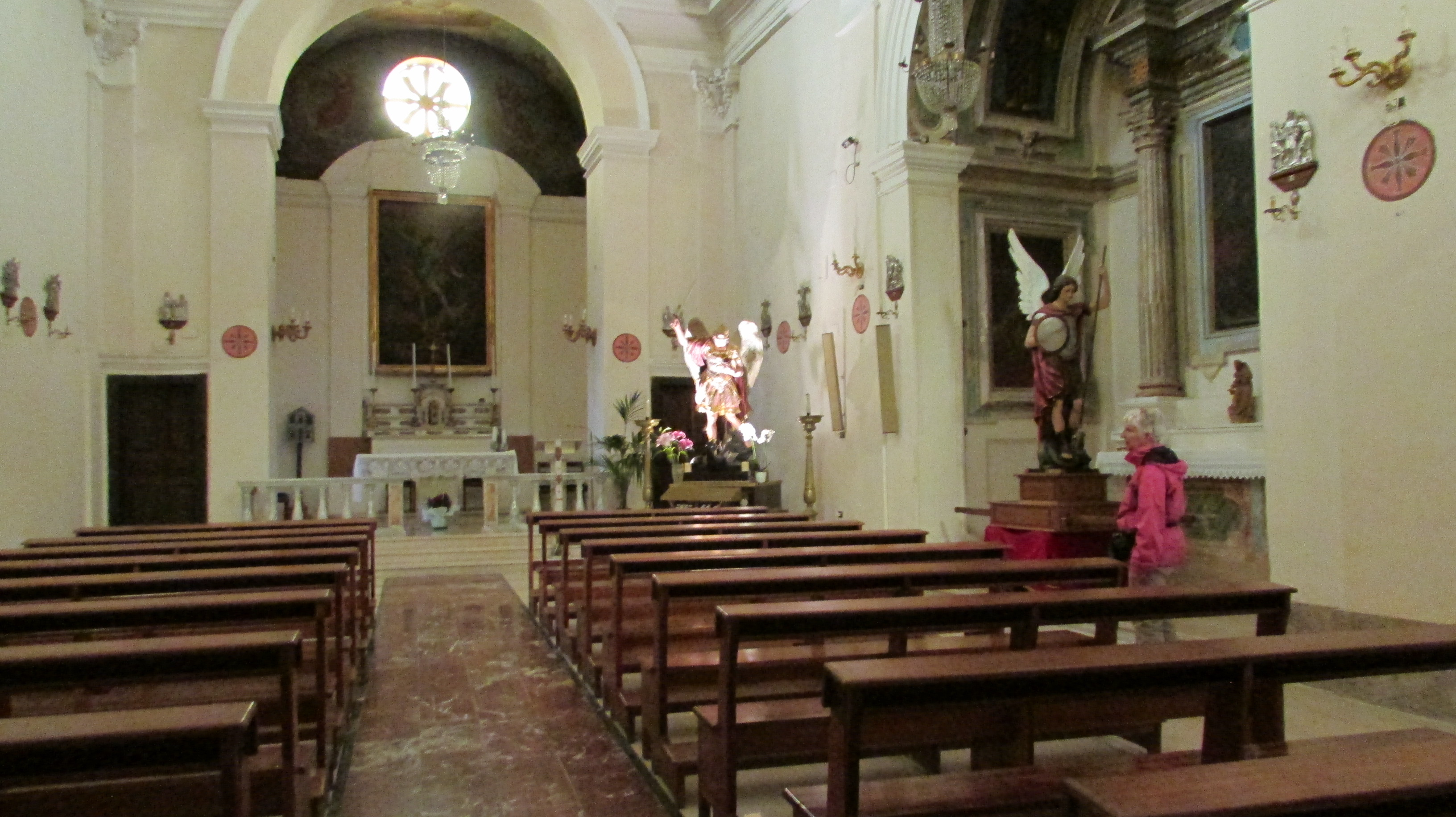
L'interno di San Michele Arcangelo

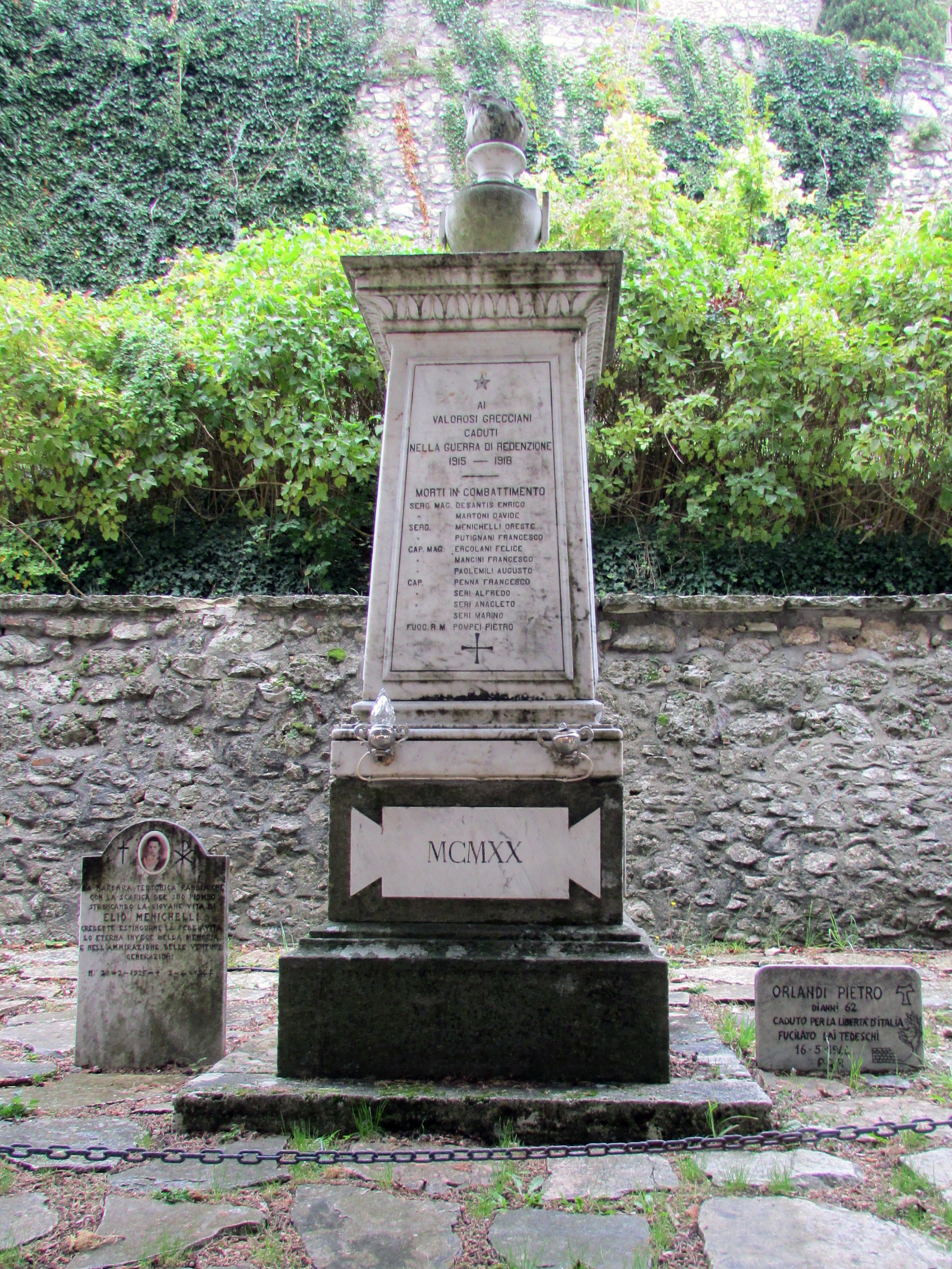
Il monumento ai caduti

## Società

### Evoluzione demografica
Abitanti censiti

### Etnie e minoranze straniere
Secondo i dati ISTAT al 31 dicembre 2015 la popolazione straniera residente era di 118 persone (7,57%). Le nazionalità maggiormente rappresentate in base alla loro percentuale sul totale della popolazione residente erano:
- Romania, 65 (4,17%)

### Tradizione e folclore

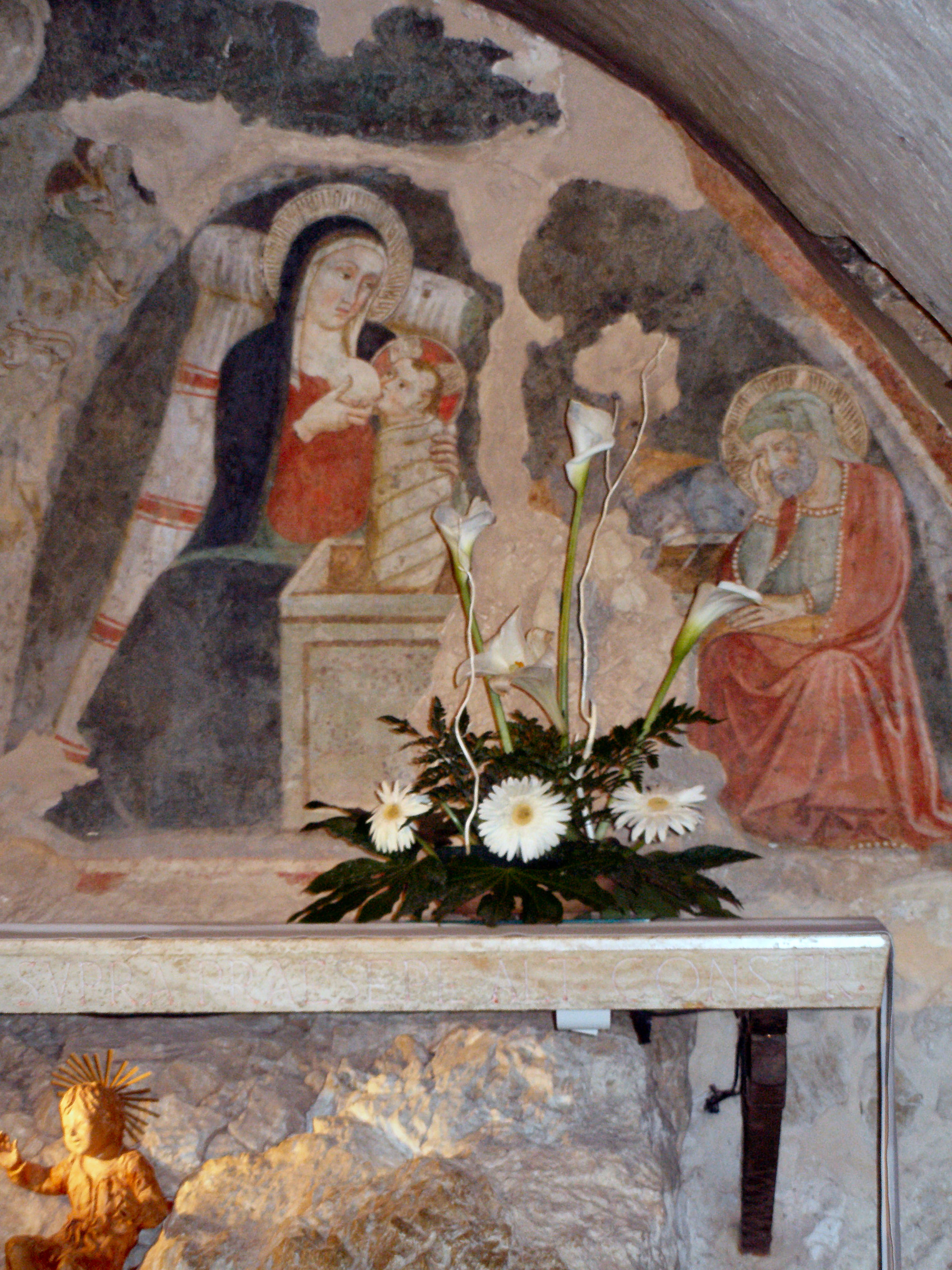
Affresco conservato a Greccio che raffigura l'istituzione del presepe

Il paese è celebre per la rievocazione del primo presepe vivente fatto da Francesco d'Assisi nel 1223.

## Cultura

### Cinema
A Greccio sono state girate alcune scene del film Il vegetale (2018).

## Economia

### Artigianato
Tra le attività economiche più tradizionali, diffuse e rinomate vi sono quelle artigianali, come la lavorazione e l'arte del ferro e del rame.

## Infrastrutture e trasporti

### Strade
Greccio ha uno svincolo sulla superstrada Rieti-Terni (SS 79), che scorre ai piedi dei monti dove sorge il paese.
Nel fondovalle scorre inoltre la strada provinciale di Reopasto (SP1), la principale strada di collegamento con Rieti e Terni prima della costruzione della superstrada. Lungo la SP1 sorgono le frazioni Spinacceto, Limiti di Greccio (dove si trova la sede comunale) e Sellecchia.
Il borgo di Greccio e il santuario francescano si trovano lungo la provinciale 1/c, una diramazione della SP1 che ha origine a Sellecchia e si ricollega alla SP1 presso Spinacceto.

### Ferrovie

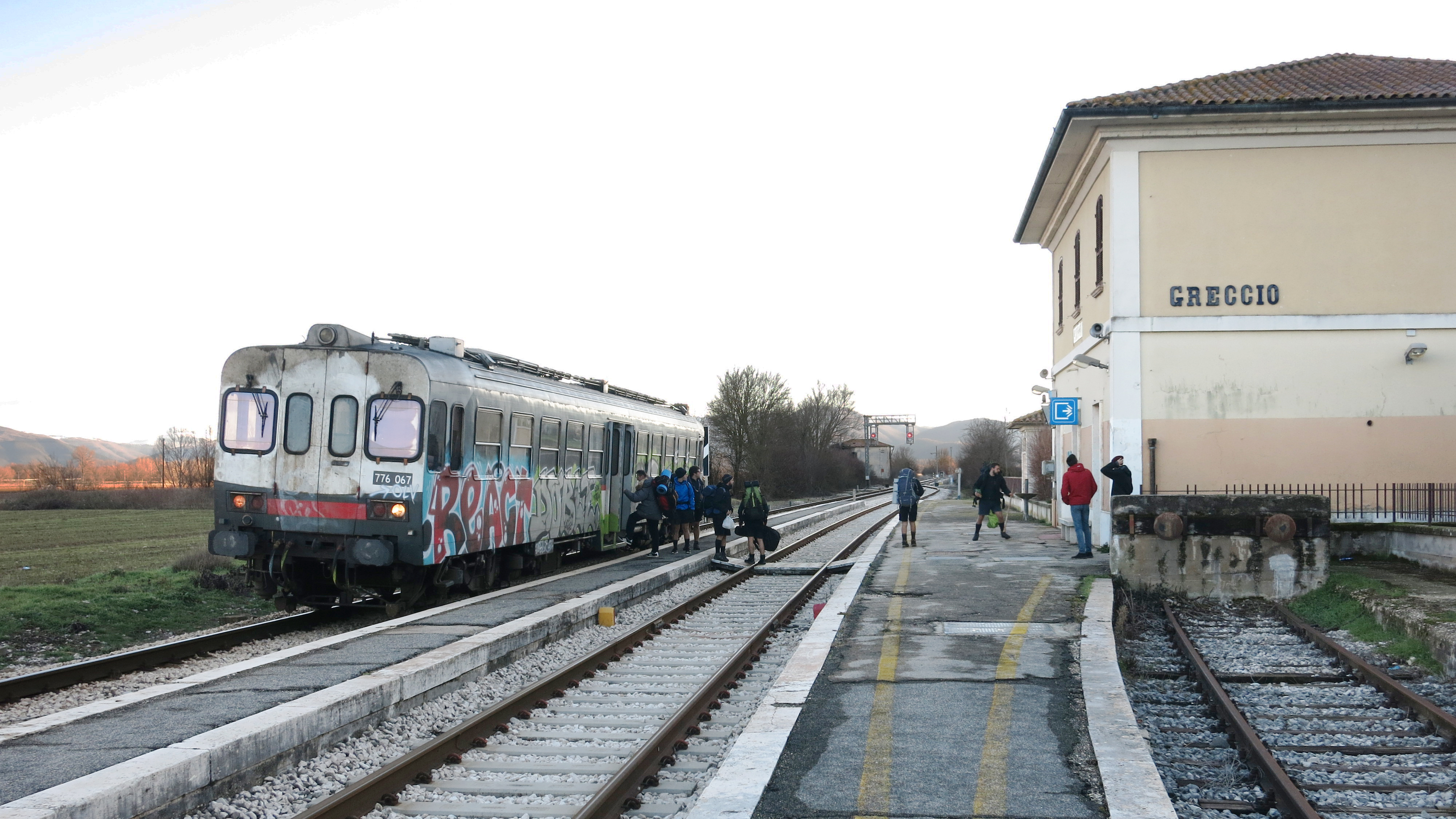
Una littorina in sosta alla stazione di Greccio

Il comune è attraversato dalla ferrovia Terni-Rieti-L'Aquila ed è servito dalla stazione di Greccio, situata ai piedi del paese in località Sellecchia, a sei chilometri da Greccio e a quattro dal santuario. Fino al 2014 era a servizio del comune anche la fermata di Terria, situata nei pressi della frazione Spinacceto, oggi soppressa.

## Amministrazione
Nel 1923 passa dalla provincia di Perugia in Umbria, alla provincia di Roma nel Lazio, e nel 1927, a seguito del riordino delle circoscrizioni provinciali stabilito dal regio decreto Nº 1 del 2 gennaio 1927, per volontà del governo fascista, quando venne istituita la provincia di Rieti, Greccio passa a quella di Rieti.
| Periodo | Periodo   | Primo cittadino    | Partito                          | Carica  | Note       |
| ------- | --------- | ------------------ | -------------------------------- | ------- | ---------- |
| 1995    | 1999      | Gianni Fazi        | lista civica                     | Sindaco |            |
| 1999    | 2004      | Antonio Rosati     | lista civica                     | Sindaco |            |
| 2004    | 2009      | Antonio Rosati     | lista civica                     | Sindaco | 2º mandato |
| 2009    | 2014      | Albertina Miccadei | lista civica                     | Sindaco |            |
| 2014    | 2019      | Antonio Rosati     | lista civica Insieme per Greccio | Sindaco |            |
| 2019    | 2024      | Emiliano Fabi      | lista civica Greccio in cammino  | Sindaco |            |
| 2024    | in carica | Emiliano Fabi      | lista civica Greccio in cammino  | Sindaco | 2º mandato |

### Gemellaggi

#### Patti di gemellaggio
- Betlemme, dal 1992
- San Donato Val di Comino, dal 2005
- Guardea, dal 2010
- Chiusi della Verna, dal 2017
- Celano, dal 2023[13]
- Třebechovice pod Orebem, dal 2024

#### Patti di amicizia
- Assisi, dal 2022[14]
- Faggiano, dal 2024
- Matera, dal 2024[15]
- Napoli dal 2024

#### Patti di fratellanza
- Canicattini Bagni, dal 2023
- Mesagne, dal 2023
- Aulla, dal 2024
- Bellegra, dal 2024
- Corleto Perticara, dal 2024[16]
- Frisanco, dal 2024

### Altre informazioni amministrative
- Fa parte della Comunità montana Montepiano Reatino